# UCI World Tour 2013
L'UCI World Tour 2013 è la terza edizione del circuito organizzato dall'UCI, che sostituisce il vecchio calendario mondiale.

## Squadre
Le squadre che vi parteciparono furono diciannove, rappresentanti undici diversi Paesi.
- Australia

Orica-GreenEDGE
- Belgio

Omega Pharma-Quickstep Cycling Team
Lotto-Belisol Team
- Danimarca

Team Saxo-Tinkoff
- Francia

AG2R La Mondiale
FDJ.fr
- Italia

Lampre-Merida
Cannondale Pro Cycling
- Kazakistan

Astana Pro Team
- Lussemburgo

RadioShack-Leopard
- Paesi Bassi

Belkin Pro Cycling Team
Vacansoleil-DCM Pro Cycling Team
Team Argos-Shimano
- Regno Unito

Sky Procycling
- Russia

Team Katusha
- Spagna

Euskaltel-Euskadi
Movistar Team
- Stati Uniti

BMC Racing Team
Garmin-Sharp

## Calendario
Alle 28 prove dell'anno precedente era previsto che fosse aggiunto il Tour of Hangzhou ma, come nel 2012, la sua candidatura fu poi ritirata dagli organizzatori.
| Corsa | Data                   | Evento                                 | Vincitore         | Squadra                 | Leader della Cl. mondiale |
| ----- | ---------------------- | -------------------------------------- | ----------------- | ----------------------- | ------------------------- |
| 1     | 22-27 gennaio          | Tour Down Under (2013)                 | Tom-Jelte Slagter | Blanco Pro Cycling Team | Tom-Jelte Slagter         |
| 2     | 3-10 marzo             | Paris-Nice (2013)                      | Richie Porte      | Sky Procycling          | Richie Porte              |
| 3     | 6-12 marzo             | Tirreno-Adriatico (2013)               | Vincenzo Nibali   | Astana Pro Team         | Richie Porte              |
| 4     | 17 marzo               | Milano-Sanremo (2013)                  | Gerald Ciolek     | MTN-Qhubeka             | Sylvain Chavanel          |
| 5     | 22 marzo               | E3 Harelbeke (2013)                    | Fabian Cancellara | RadioShack-Leopard      | Peter Sagan               |
| 6     | 18-24 marzo            | Volta Ciclista a Catalunya (2013)      | Daniel Martin     | Garmin-Sharp            | Peter Sagan               |
| 7     | 24 marzo               | Gand-Wevelgem (2013)                   | Peter Sagan       | Cannondale Pro Cycling  | Peter Sagan               |
| 8     | 31 marzo               | Giro delle Fiandre (2013)              | Fabian Cancellara | RadioShack-Leopard      | Peter Sagan               |
| 9     | 1°-6 aprile            | Vuelta al País Vasco (2013)            | Nairo Quintana    | Movistar Team           | Peter Sagan               |
| 10    | 7 aprile               | Parigi-Roubaix (2013)                  | Fabian Cancellara | RadioShack-Leopard      | Fabian Cancellara         |
| 11    | 14 aprile              | Amstel Gold Race (2013)                | Roman Kreuziger   | Team Saxo-Tinkoff       | Fabian Cancellara         |
| 12    | 17 aprile              | Freccia Vallone (2013)                 | Daniel Moreno     | Katusha Team            | Fabian Cancellara         |
| 13    | 21 aprile              | Liegi-Bastogne-Liegi (2013)            | Daniel Martin     | Garmin-Sharp            | Fabian Cancellara         |
| 14    | 23-28 aprile           | Tour de Romandie (2013)                | Chris Froome      | Sky Procycling          | Fabian Cancellara         |
| 15    | 4-26 maggio            | Giro d'Italia (2013)                   | Vincenzo Nibali   | Astana Pro Team         | Fabian Cancellara         |
| 16    | 2-9 giugno             | Critérium du Dauphiné (2013)           | Chris Froome      | Sky Procycling          | Fabian Cancellara         |
| 17    | 8-16 giugno            | Tour de Suisse (2013)                  | Alberto Rui Costa | Movistar Team           | Fabian Cancellara         |
| 18    | 29 giugno-21 luglio    | Tour de France (2013)                  | Chris Froome      | Sky Procycling          | Chris Froome              |
| 19    | 27 luglio              | Clásica San Sebastián (2013)           | Tony Gallopin     | RadioShack-Leopard      | Chris Froome              |
| 20    | 27 luglio-3 agosto     | Tour de Pologne (2013)                 | Pieter Weening    | Orica-GreenEDGE         | Chris Froome              |
| 21    | 12-18 agosto           | Eneco Tour (2013)                      | Zdeněk Štybar     | Omega Pharma-Quickstep  | Chris Froome              |
| 22    | 25 agosto              | Vattenfall Cyclassics (2013)           | John Degenkolb    | Argos-Shimano           | Chris Froome              |
| 23    | 1º settembre           | Grand Prix de Ouest-France (2013)      | Filippo Pozzato   | Lampre-Merida           | Chris Froome              |
| 24    | 13 settembre           | Grand Prix Cycliste de Québec (2013)   | Robert Gesink     | Belkin Pro Cycling Team | Chris Froome              |
| 25    | 24 agosto-15 settembre | Vuelta a España (2013)                 | Chris Horner      | RadioShack-Leopard      | Chris Froome              |
| 26    | 15 settembre           | Grand Prix Cycliste de Montréal (2013) | Peter Sagan       | Cannondale Pro Cycling  | Chris Froome              |
| 27    | 6 ottobre              | Giro di Lombardia (2013)               | Joaquim Rodríguez | Katusha Team            | Joaquim Rodríguez         |
| 28    | 11-15 ottobre          | Tour of Beijing (2013)                 | Beñat Intxausti   | Movistar Team           | Joaquim Rodríguez         |

## Classifiche
Risultati finali.
| Pos. | Corridore          | Squadra      | Punti |
| ---- | ------------------ | ------------ | ----- |
| 1    | Joaquim Rodríguez  | Katusha      | 607   |
| 2    | Chris Froome       | Sky          | 587   |
| 3    | Alejandro Valverde | Movistar     | 540   |
| 4    | Peter Sagan        | Cannondale   | 491   |
| 5    | Vincenzo Nibali    | Astana       | 474   |
| 6    | Daniel Martin      | Garmin-Sharp | 432   |
| 7    | Fabian Cancellara  | RadioShack   | 384   |
| 8    | Nairo Quintana     | Movistar     | 366   |
| 9    | Alberto Rui Costa  | Movistar     | 352   |
| 10   | Richie Porte       | Sky          | 327   |

| Pos. | Squadra                | Punti |
| ---- | ---------------------- | ----- |
| 1    | Movistar Team          | 1 610 |
| 2    | Sky Procycling         | 1 561 |
| 3    | Katusha Team           | 1 340 |
| 4    | RadioShack-Leopard     | 1 056 |
| 5    | Astana Pro Team        | 1 045 |
| 6    | Team Saxo-Tinkoff      | 1030  |
| 7    | Omega Pharma-Quickstep | 1 013 |
| 8    | Garmin-Sharp           | 855   |
| 9    | Cannondale Pro Cycling | 750   |
| 10   | BMC Racing Team        | 731   |

| Pos. | Nazione       | Punti |
| ---- | ------------- | ----- |
| 1    | Spagna        | 1 890 |
| 2    | Italia        | 1 082 |
| 3    | Colombia      | 1 011 |
| 4    | Gran Bretagna | 975   |
| 5    | Paesi Bassi   | 806   |
| 6    | Belgio        | 645   |
| 7    | Francia       | 640   |
| 8    | Australia     | 628   |
| 9    | Stati Uniti   | 617   |
| 10   | Irlanda       | 568   |